# Autentyczność i Nowoczesność
Autentyczność i Nowoczesność (berberyjski: ⴰⵎⵓⵍⵍⵉ ⵏ ⵜⵣⵖⵕⵜ ⴷ ⵜⵎⴰⵜⵔⴰⵔⵜ Akabar en Tẓori ed Tatrara, K.Ẓ.T.; arabski: حزب الأصالة والمعاصرة; francuski: Parti de l'Authenticité et de la Modernité, PAM) – marokańska partia polityczna. Została założona w 2008 roku przez Fouad Ali El Himma, doradcę króla Muhammada VI i byłego ministra spraw wewnętrznych.

## Historia
Została założona w 2008 roku w wyniku połączenia się kilku ugrupowań politycznych – Parti National Démocratique, le parti Al Ahd, le parti de l'Environnement et de Développement, l'Alliance des Libertés, Parti Initiative citoyenne pour le développement.
22 lutego 2009 roku Muhammad asz-Szajch Bijad Allah został wybrany pierwszym sekretarzem generalnym partii.
W przeddzień wyborów parlamentarnych w 2011 roku, PAM zawarła sojusz z siedmioma innymi partiami politycznymi. Partia zdobyła 47 z 325 miejsc w wyborach, stając się czwartą co do wielkości partią w parlamencie. Po zwycięstwie Partii Sprawiedliwości i Rozwoju oficjalnie ogłosiła, że nie zamierza dołączyć do formowania rządu i zamierza być w opozycji.
W wyborach parlamentarnych w 2016 roku zdobyła 102 miejsca w parlamencie. Podczas kongresu partii w 2016 roku, sekretarzem generalnym został Hakim Benchamach.
W 2020 roku sekretarzem generalnym partii został Abdellatif Ouahbi.

## Poparcie w wyborach

### Poparcie w wyborach parlamentarnych
| Data wyborów | Liczba uzyskanych głosów | % uzyskanych głosów | Liczba mandatów | +/– |
| ------------ | ------------------------ | ------------------- | --------------- | --- |
| 2011         | 524,386                  | 11,1%               | 47/395          |     |
| 2016         | 1,205,444                | 25,82%              | 102/395         | 55  |

### Poparcie w wyborach regionalnych
| Data wyborów | Liczba uzyskanych głosów | % uzyskanych głosów | Liczba radnych regionalnych |
| ------------ | ------------------------ | ------------------- | --------------------------- |
| 2015         | 1 318,700                | 19,4%               | 135/678                     |

### Poparcie w wyborach samorządowych
| Data wyborów | Liczba uzyskanych głosów | % uzyskanych głosów | Liczba radnych miejskich |
| ------------ | ------------------------ | ------------------- | ------------------------ |
| 2009         |                          | 21,64%              | 6015/27795               |
| 2015         | 1 333,546                | 21,16%              | 6662/31482               |

## Kontrowersje
Fouad Ali El Himma, założyciel partii, jest bliskim przyjacielem Muhammada VI, a wielu obserwatorów opisało tę partię jako partię pałacową, za takie oskarżenia, sąd marokański skazał polityka Abdellaha El Kadiriego na grzywnę w wysokości 4 milionów Dirhamów (500 000 USD) – polityk stwierdził, że monarchia pomogła w założeniu partii.